# Кук (город, Миннесота)
Кук (англ. Cook) — город в округе Сент-Луис, штат Миннесота, США. По данным переписи 2010 года население города 574 человека.
Через город проходят автодороги U.S. Route 53 и MN 1.
Город Кук был известен сначала как Литл-Форк (англ. Little Fork), из-за реки с таким же названием, которая протекает через город. Позднее существовало название Ошава (англ. Ashawa). Однако название города было изменено на нынешнее 1 августа 1908 года по просьбе почтовой службы США, чтобы не путать с тауншипом Ошава. Город получил название в честь Вирта Кука (англ. Wirth Cook) построившего в 1903—1904 гг. железную дорогу, проходившую через город. 13 мая 1926 года город был инкорпорирован.
- Телефонный код города — 218
- Почтовый индекс — 55723
- FIPS-код города — 27-13006[2]
- GNIS-идентификатор — 0661042[3]

## Демография
По данным переписи 2010 года население города составляло 574 человека, 268 домашних хозяйств и 134 семьи. Плотность населения 87,6 чел на км², плотность размещения жилья (насчитывается 306 построек) — 46,7 на км². Расовый состав: белые — 92 %, афроамериканцы — 0,2 %, коренные американцы — 4,9 %, выходцев с тихоокеанских островов — 0,2 %, представители двух и более рас — 2,4 %.
Из 268 домашних хозяйств 38,1 % представляли собой совместно проживающие супружеские пары (23,1 % с детьми младше 18 лет), в 10,4 % семей женщины проживали без мужей, в 1,5 % семей мужчины проживали без жён, 50 % не имели семьи. В среднем домашнее хозяйство ведут 2,04 чел, а средний размер семьи — 2,84 чел.
Население города по возрастному диапазону по данным переписи 2010 года распределилось следующим образом: 19,5 % — жители младше 18 лет, 6,6 % — между 18 и 24 годами, 22,3 % — от 25 до 44 лет, 28,5 % — от 45 до 64 лет, 23 % — в возрасте 65 лет и старше. Средний возраст населения — 47 лет. От общего числа жителей 47,6 % мужчин и 52,4 % женщин.
По состоянию на 2000 год медианный доход на одно домашнее хозяйство в городе составлял $21607, доход на семью $34643. У мужчин средний доход $30833, а у женщин $22232. Средний доход на душу населения $15848. 9,5 % семей или 13 % населения находились ниже порога бедности, в том числе 18,8 % молодёжи младше 18 лет и 9,2 % взрослых в возрасте старше 65 лет.